# 小林運美

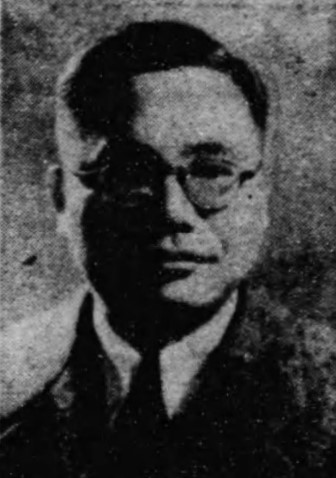
小林運美

小林 運美（こばやし かずみ、1905年（明治38年）8月18日 - 1978年（昭和53年）10月2日）は、日本の実業家、政治家。男性。

## 来歴
長野県小県郡上田町（現上田市）生まれ。旧制上田中学（長野県上田高等学校）を経て、上田蚕糸専門学校製糸科卒業。山十製糸に入社し、中央蚕糸会、全国産業組合製糸組合連合会、全国共営蚕糸組合などの蚕糸団体の役職を歴任し、昭和4年（1929年）ニューヨークで開かれた第2回国際生糸技術会議に出席した。また日本紡毛会長、東邦製糸取締役、帝国製糸専務などを歴任した。
同22年（1947年）第23回衆議院議員総選挙に長野県第2区から出馬し、初当選した。改進党中央常任委員や、国会対策委員を務めた。
また旧制中学時代からボーイスカウト活動に参加し、昭和4年（1929年）イギリスで開催された第3回国際ジャンボリーに参加、同31年（1956年）軽井沢で開催された第1回日本ジャンボリーでは当時皇太子であった明仁の案内を務めている。翌年（1957年）日本連盟常任理事兼事務局長も務めた。